# Número de Control de la Biblioteca del Congrés
El número de control de la Biblioteca del Congrés (en anglès: Library of Congress Control Number o LCCN) és un número de sèrie basat en el sistema de numeració de registres de catalogació a la Biblioteca del Congrés dels Estats Units. No té res a veure amb el contingut de qualsevol llibre, i no s'ha de confondre amb la Classificació de la Biblioteca del Congrés. Com que la majoria d'informació bibliogràfica s'ha creat actualment per via electrònica, emmagatzemat i compartit amb altres biblioteques, encara hi ha una necessitat d'identificar cada registre únic, i la LCCN encara compleix aquesta funció. Els bibliotecaris de tot el món utilitzen aquest identificador únic en el procés de catalogació de la majoria dels llibres que s'han publicat als Estats Units. Això els ajuda a arribar a la correcta catalogació de dades (conegut com un registre de catalogació), que la Biblioteca del Congrés i tercers posen a disposició a la web i a través d'altres mitjans de comunicació. En la seva forma més elemental el número inclou un any i un número de sèrie. L'any té dos dígits des de 1898 al 2000, i quatre dígits a partir del 2001. Els tres anys ambigus es distingeixen per la mida del número de sèrie. També hi ha algunes peculiaritats en els números que comencen amb un "7" a causa d'un experiment aplicat sense èxit entre 1969 i 1972.
Els números de sèrie tenen una longitud de sis dígits i han d'incloure zeros a l'esquerra. El guió que es considera sovint que separa l'any i el número de sèrie és opcional. Més recentment, la Biblioteca del Congrés ha donat instruccions als editors de no incloure un guió.

## Història
El sistema de numeració LCCN ha estat en ús des de 1898, moment en què la sigla LCCN originalment era el Número de Targeta de la Biblioteca del Congrés. La Biblioteca del Congrés preparava cartes d'informació bibliogràfica per al seu catàleg de la biblioteca i venia duplicats de les targetes a altres biblioteques per al seu ús en els seus catàlegs. Això es coneix com a catalogació centralitzada. A cada joc de targetes se li va donar un número de sèrie per ajudar a identificar-lo.
El febrer del 2008, la Biblioteca del Congrés va crear el servei permanent LCCN, proporcionant un URL estable per a tots els números de control de la Biblioteca del Congrés.